# Průšvih
Průšvih (v anglickém originále In the Soup) je americký nezávislý hraný film, který natočil režisér Alexandre Rockwell. Pojednává o scenáristovi Aldolphu Rollovi (Steve Buscemi), který se snaží sehnat producenta pro svůj nezfilmovatelný pětisetstránkový scénář nazvaný Unconditional Surrender. Následně potká Joea (Seymour Cassel), který mu nabídne pomoc, a má své vlastní nápady týkající se financování filmů. Dále ve filmu hráli například Stanley Tucci, Rockets Redglare, Jim Jarmusch a Jennifer Beals. 
Autorem hudby k filmu je Mader. Premiéru měl v lednu 1992 na Festivalu Sundance. V roce 2017 vznikla crowdfundingová kampaň na serveru Kickstarter, jejímž účelem bylo vybrat dostatek financí na restaurování filmu.